# 色音图
色音图（1963年—），内蒙古鄂温克族自治旗人，鄂温克族，中华人民共和国政治人物、第十二届全国人民代表大会内蒙古地区代表。
毕业于内蒙古农牧学院草原专业，加入中国共产党，担任内蒙古鄂温克族自治旗旗长。2008年起担任全国人大代表。2013年，被选为全国人大代表。